# Duygu Özkan
Duygu Özkan (* 1981 in der Türkei) ist eine österreichische Historikerin und Journalistin.

## Leben
Duygu Özkan hat an der Humboldt-Universität zu Berlin und an der Universität Wien Geschichte studiert.
Özkan arbeitet seit 2010 als Journalistin im Ressort Außenpolitik bei der Tageszeitung Die Presse.

## Anerkennungen
- 2011 Journalist des Jahres als Chronik-Journalistin für das Bundesland Wien[2]
- 2015 Prälat-Ungar-Preis für "Presse"[3]
- 2022 Papageno-Medienpreis[4][5]

## Publikationen
- Türkenbelagerung. Metroverlag, Wien 2011, ISBN 978-3-9930002-7-1.
- mit Jutta Sommerbauer: Lesereise Donau. Vom Schwarzwald zum Schwarzen Meer. Aufsatzsammlung, Picus Verlag, Wien 2014, ISBN 978-3-7117-1046-8.
- Erdoğans langer Arm. Sein Einfluss in Österreich und die Folgen. Molden Verlag in der Verlagsgruppe Styria, Wien Graz 2018, ISBN 978-3-222-15021-0.